# Municipio de Relief
El municipio de Relief (en inglés: Relief Township) es un municipio ubicado en el condado de Independence en el estado estadounidense de Arkansas. En el año 2010 tenía una población de 474 habitantes y una densidad poblacional de 6,29 personas por km².

## Geografía
El municipio de Relief se encuentra ubicado en las coordenadas 35°38′49″N 91°43′44″O / 35.64694, -91.72889. Según la Oficina del Censo de los Estados Unidos, el municipio tiene una superficie total de 75.33 km², de la cual 75,29 km² corresponden a tierra firme y (0,06 %) 0,04 km² es agua.

## Demografía
Según el censo de 2010, había 474 personas residiendo en el municipio de Relief. La densidad de población era de 6,29 hab./km². De los 474 habitantes, el municipio de Relief estaba compuesto por el 98,73 % blancos, el 0,21 % eran afroamericanos, el 0,21 % eran de otras razas y el 0,84 % eran de una mezcla de razas. Del total de la población el 1,48 % eran hispanos o latinos de cualquier raza.